# QantasLink
QantasLink — регіональна авіакомпанія, національного авіаперевізника Qantas, яка виконує внутрішні рейси по Австралії та з липня 2010 року почала виконувати рейси до столиці Папуа Нова Гвінеї, міста Порт-Морсбі. Є регіональним членом альянсу Oneworld. Основними конкурентами QantasLink є Regional Express Airlines, Virgin Australia та Skywest Airlines.     

## Історія
До 2002 року регіональні підрозділи компанії Qantas працювали під різними брендами. У 2002 році підрозділи AirLink, Sunstate Airlines, Eastern Australia Airlines та Southern Australia Airlines були об’єднанні під одним брендом QantasLink. Новостворена авіакомпанія почала виконувати рейси на маршрутах, які для материнської компанії Qantas були не достатньо цікавими з точки зору пасажиропотоку (наприклад маршрут Сідней-Саншайн-Кост, який дістався Qantas після придбання Impulse Airlines). Згодом, у 2003 році, QantasLink передав частину маршрутів та літаки Boeing 717, новоствореній авіакомпанії Jetstar Airways. У 2005-2006 роках вісім Boeing 717 були повернуті QantasLink після того, як Jetstar Airways придбала літаки Airbus A320. 
29 березня 2010 року QantasLink повідомила, що незабаром почне літати за своїм першим міжнародним маршрутом до міста Порт-Морсбі, столиці Папуа Нова Гвінеї. Перший політ за цим рейсом відбувся у липні 2010 року.    

## Флот

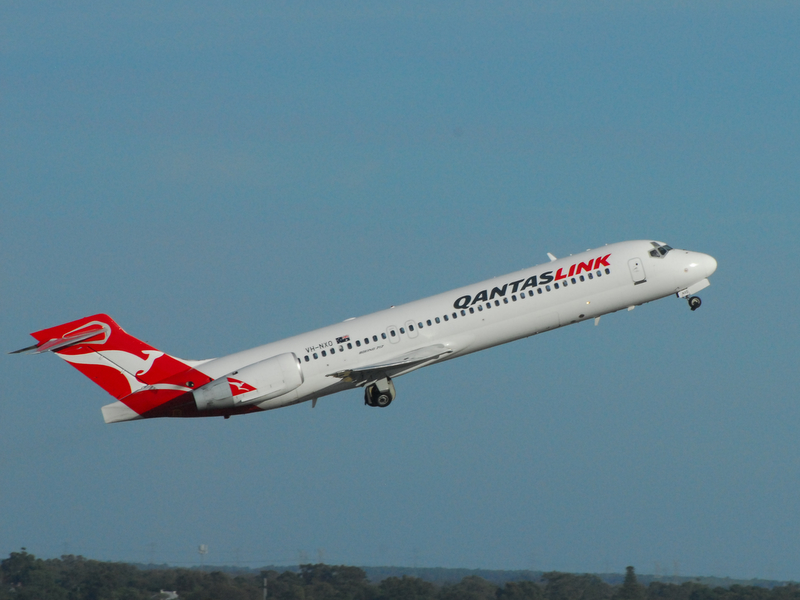
QantasLink Boeing 717-200 взлітає у аеропорті Перту

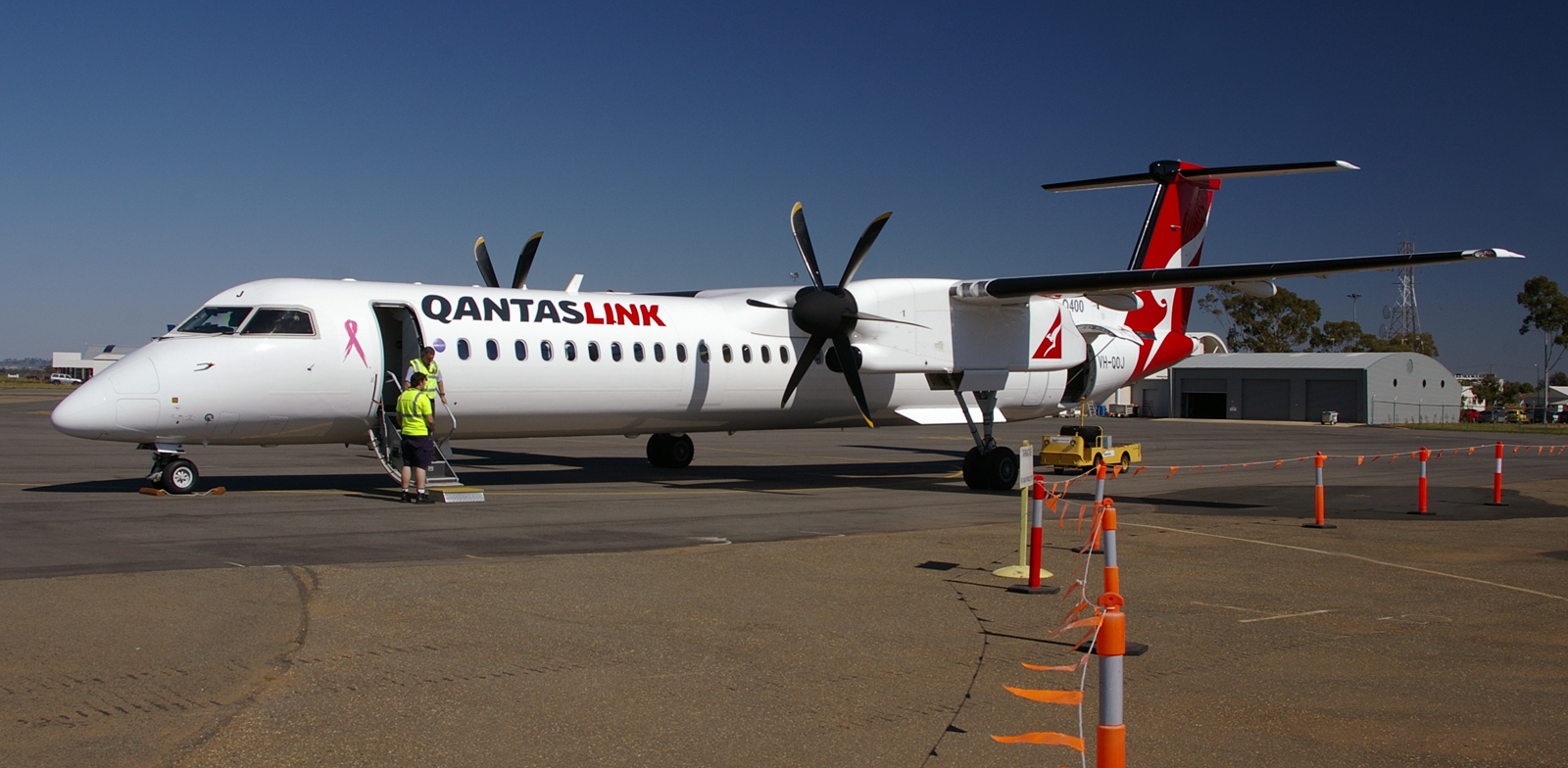
QantasLink Q400